# Rodrigo Tello
Rodrigo Álvaro Tello Valenzuela (ur. 14 października 1979 w Santiago) – chilijski piłkarz grający na pozycji lewego pomocnika.

## Kariera klubowa
Tello pochodzi ze stolicy Chile Santiago. Karierę piłkarską rozpoczął w tamtejszym klubie Universidad de Chile. W 1999 roku zadebiutował w jego barwach w chilijskiej Primera División. W klubie tym grał przez dwa sezony i dwukrotnie z rzędu zostawał z nim mistrzem kraju. Dodatkowo w 2000 roku zdobył także Copa Chile.
W styczniu 2001 roku Tello trafił do portugalskiego Sportingu Clube de Portugal. Kosztował 7,5 miliona euro, jednak w kolejnych sezonach nie zdołał wywalczyć miejsca w podstawowej jedenastce i w lizbońskim klubie pełnił zazwyzczaj rolę rezerwowego. Swoje pierwsze sukcesy w Portugalii osiągnął w sezonie 2001/2002, gdy ze Sportingiem wygrał zarówno Puchar Portugalii, jak i mistrzostwo Portugalii. Jesienią 2002 zadebiutował w fazie grupowej Ligi Mistrzów, a w 2005 roku dotarł ze Sportingiem do finału Pucharu UEFA, który wygrało rosyjskie CSKA Moskwa 3:1. W 2006 i 2007 roku zostawał wicemistrzem kraju, a w tym drugim przypadku zdobył także swój drugi portugalski puchar.
W lipcu 2007 roku Chilijczyk opuścił Sporting i na zasadzie wolnego transferu przeszedł do tureckiego Beşiktaşu JK. W całym sezonie zdobył 5 goli i zajął ze stambulskim zespołem 3. miejsce w Superlidze. W 2009 roku wywalczył mistrzostwo Turcji.
W 2010 roku Tello przeszedł do Eskişehirsporu. Następnie grał w Elazığsporze i Şanlıurfasporze, a w 2015 przeszedł do Audax Italiano. W 2016 roku zakończył tam karierę.
| Sezon   | Klub                 | Kraj       | Rozgrywki        | Mecze | Bramki |
| ------- | -------------------- | ---------- | ---------------- | ----- | ------ |
| 1999    | Universidad de Chile | Chile      | Primera División | 33    | 4      |
| 2000    | Universidad de Chile | Chile      | Primera División | 20    | 3      |
| 2000/01 | Sporting CP          | Portugalia | Primeira Liga    | 8     | 0      |
| 2001/02 | Sporting CP          | Portugalia | Primeira Liga    | 15    | 0      |
| 2002/03 | Sporting CP          | Portugalia | Primeira Liga    | 15    | 1      |
| 2003/04 | Sporting CP          | Portugalia | Primeira Liga    | 21    | 1      |
| 2004/05 | Sporting CP          | Portugalia | Primeira Liga    | 9     | 1      |
| 2005/06 | Sporting CP          | Portugalia | Primeira Liga    | 19    | 1      |
| 2006/07 | Sporting CP          | Portugalia | Primeira Liga    | 24    | 2      |
| 2007/08 | Beşiktaş JK          | Turcja     | Süper Lig        | 29    | 5      |
| 2008/09 | Beşiktaş JK          | Turcja     | Süper Lig        | 32    | 6      |
| 2009/10 | Beşiktaş JK          | Turcja     | Süper Lig        | 27    | 4      |
| 2010/11 | Eskişehirspor        | Turcja     | Süper Lig        | 16    | 0      |
| 2011/12 | Eskişehirspor        | Turcja     | Süper Lig        | 33    | 1      |
| 2012/13 | Eskişehirspor        | Turcja     | Süper Lig        | 27    | 2      |
| 2013/14 | Eskişehirspor        | Turcja     | Süper Lig        | 3     | 0      |
| 2013/14 | Elazığspor           | Turcja     | Süper Lig        | 14    | 2      |
| 2014/15 | Şanlıurfaspor        | Turcja     | 1. Lig           | 29    | 2      |
| 2015/16 | Audax Italiano       | Chile      | Primera División | 10    | 0      |

## Kariera reprezentacyjna
W reprezentacji Chile Tello zadebiutował 12 lutego 2000 roku w wygranym 3:2 towarzyskim spotkaniu z Bułgarią. W tym samym roku wystąpił wraz z kadrą olimpijską na Igrzyskach Olimpijskich w Sydney. Tam był podstawowym zawodnikiem Chile i zdobył brązowy medal. W ćwierćfinale z Nigerią (4:1) zdobył gola. W 2007 roku Rodrigo dotarł z rodakami do 1/4 finału Copa América 2007.